# Mario Berlinguer
Mario Berlinguer (pronunciación en italiano: /berliŋˈɡwɛr/: ; Sassari, 29 de agosto de 1891-Roma, 5 de septiembre de 1969) fue un abogado y político italiano. 

## Biografía
Descendiente de una familia noble de Cerdeña con orígenes españoles (catalanes), muchos de sus antepasados pertenecieron a la francmasonería italiana. Él mismo fue Gran Maestro (grado 33.º del rito escocés) de la logia regular de Sácer, afiliada al Gran Oriente de Italia.
Nacido en Sassari, en su juventud fue seguidor del líder y activista político Gaetano Salvemini. Después de su graduación en Derecho colaboró con el diario La Nuova Sardegna y con otros diarios italianos.
Fue elegido miembro de la Cámara de Diputados en 1924. Al año siguiente fundó el clandestino diario Sardegna libera, lo que le atrajo la hostilidad del régimen Fascista. Después del Armisticio entre Italia y las fuerzas armadas aliadas (septiembre 1943), se unió al Partido de Acción. Para el último Berlinguer era un miembro del segundo gobierno formado por Pietro Badoglio en el sur de Italia.
En 1945 fue nombrado miembro del Consejo Nacional y colaboró en la elaboración del estado regional especial para Cerdeña. Fue diputado del PSI desde 1948 a 1953.
Fue padre  de Giovanni y Enrico Berlinguer, dos excepcionales miembros del Partido Comunista Italiano (PCI).